# Бенха
Банха — головне місто провінції Нижнього Єгипту Кальюбія (з 1960 р), за 48 км від Каїра. Бенха стоїть на східному березі рукава Дам'єтта (південна сільськогосподарська частина дельти Нілу). Населення — 136 000 чол. (1992).
Банха знаходиться на добре зрошуваній території, де прориті численні канали, за 30 км вище течії знаходиться дамба. Вирощування пщениці і довговолокнистої бавовни. З давніх часів Бенха відома розведенням троянд — важливого інгредієнта парфумів. Нині центр електронної промисловості Єгипту. Важливий транспортний вузол на залізниці, що йде на північ від Каїра.

## Пам'ятки
- Університет Бенхи — утворений в листопаді 1976 року як відділення університету Заказік. У 2005 р став самостійним університетом, маючи 15 факультетів. Найважливішим є медичний факультет, який фактично керує 2 головними лікарнями в місті.
- Міст через Ніл, який знаходиться за межами міських кварталів: довжина — 5 км, ширина — 26 м
- Насип євреїв Ель-Яхуді — Насип євреїв Ель-Яхуді бере своє ім'я від залишків храму та міста, побудованого у 2-му сторіччі до н. е єврейським священиком на ім'я Оніас. Дозвіл на будівництво храму, змодельованого з Храму Соломона в Єрусалимі, було видано Птолемеем IV.
- Стародавнє місто Леонтополіс — Територія древнього міста Леонтополіс знаходиться в районі Ель-Яхуді приблизно за 20 км на північний захід від Бенхи. Леонтополіс був столицею 11-го нома Стародавнього Єгипту і став знаменитим за його засклені плитки.
- Транспортний вузол, що зв'язує місто з іншими містами і провінціями республіки.

В центрі міста знаходиться перша 100% єгипетська аптека, заснована в 1907 р доктором Ахмедом А Ель Наюбом — першим єгипетським мусульманином-власником. Зараз цей бренд відомий єгипетським фармацевтам по всій країні. Нині є 5 магазинів, що працюють в Єгипті, які належать докторові Небіл А. Ель Наюбу і доктору Мегді А. Ель Наюбу. Останній отримав Оригінальну Аптеку в спадок від дідуся, продовжуючи її 103-річну історію.
На північ від Бенхи розташовувалися декілька староєгипетських поселень під назвою Атрибіс — столиця X нижнеегипетского нома Кем-ур близько 1500 до н. е. Місце до кінця так і не було обстежено археологами. За багато років селяни відкопали велику кількість срібла в цьому районі.

## Фотогалерея

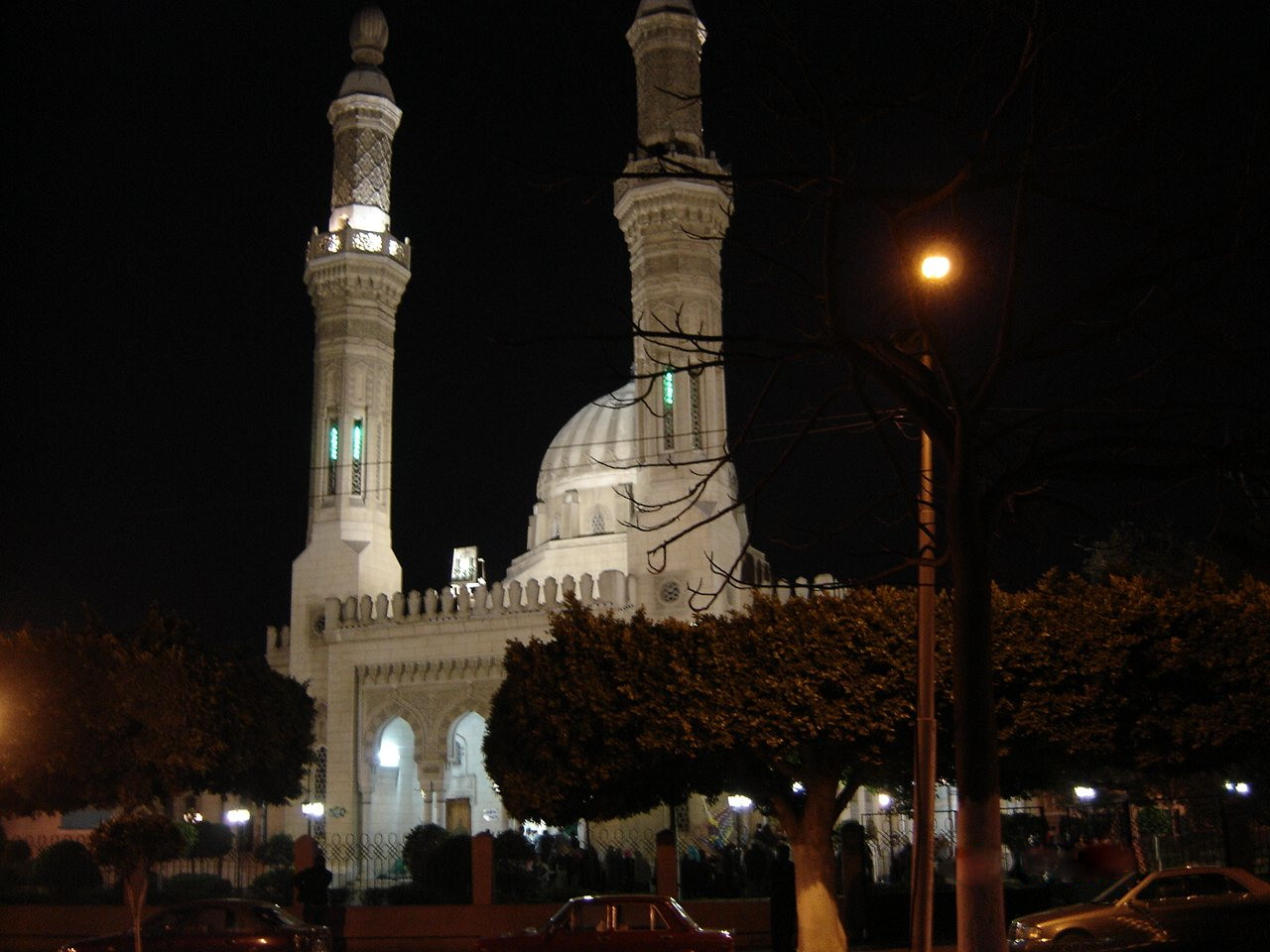
Мечеть Насера
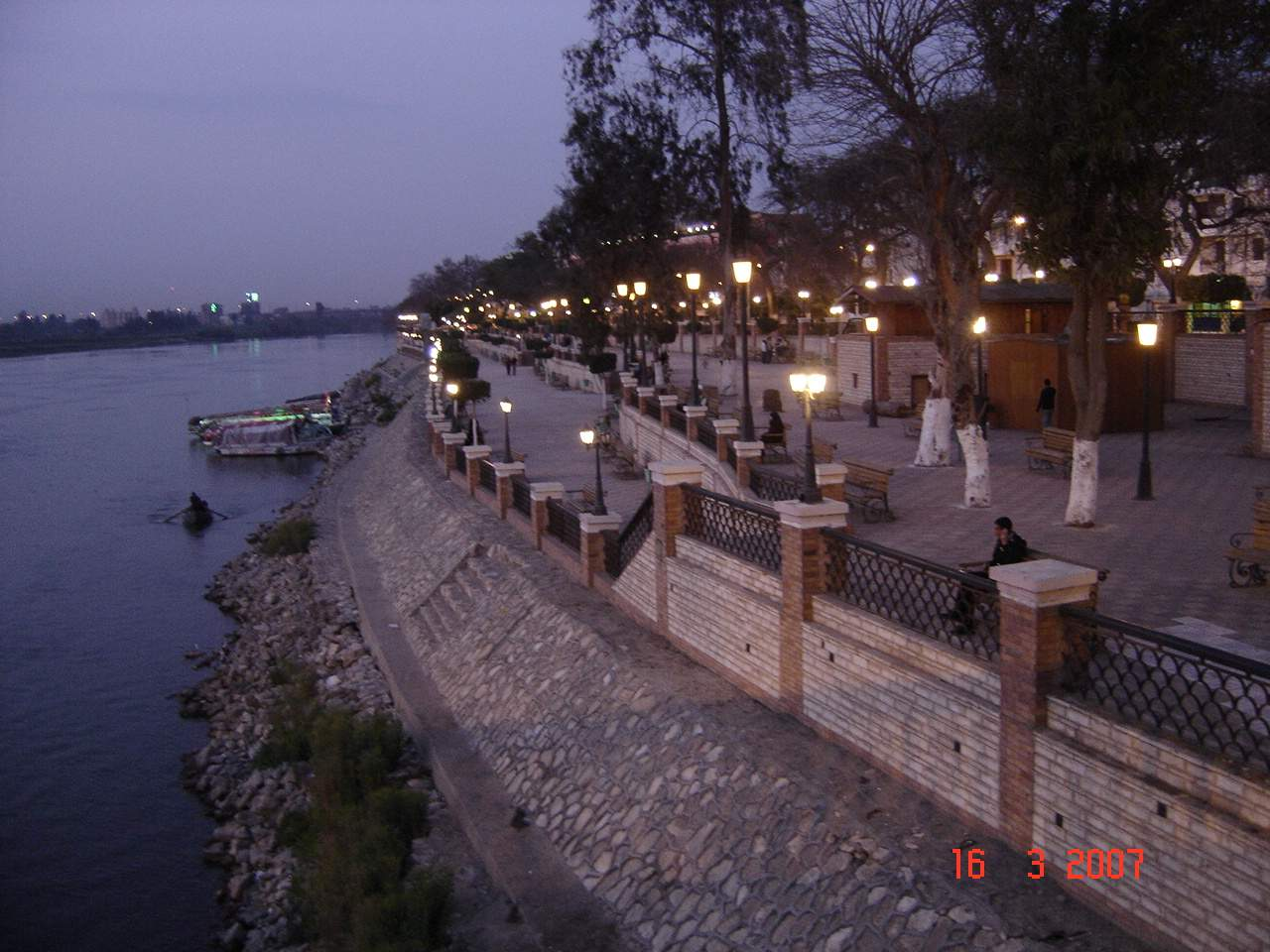
Ніл в місті Бенха